# Kumadori

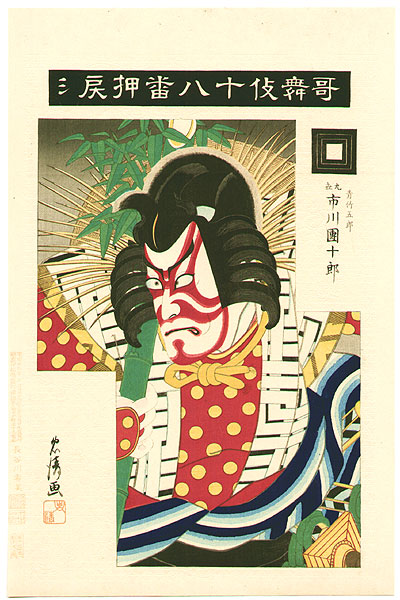
Japanskt träsnitt av Torii Kiyotada VII (1875-1941), skådespelare med Kumadori-Kabuki-sminkning,. maj 1896. Längs högra sidan visas Ichikawa Danjūrō linjens av kabukiskådespelare mimasu eller sanshō (三升) mon, följd av namnet "Ichikawa Danjūrō" (市川団十郎). Av datumet att döma är det troligen Ichikawa Danjūrō IX bakom masken.

Kumadori (隈取) är en typ av kraftig scensminkning, som bärs av kabukiskådespelare, särskilt när de uppträder i den djärva och bombastiska aragoto-stilen. Kumadorisminkning består mestadels av bjärt färgade ränder eller mönster ovanpå vit bakgrund, som en ansiktsmask. De kraftfulla färgerna och mönstren är ämnade att understryka ansiktsmusklernas rörelser och symbolisera aspekter hos skådespelarens rollfigur. Kumadori togs fram av och utvecklades nästan helt för medlemmar av skådespelarfamiljen Ichikawa Danjūrō.

## Teknik
Denna sminkningsstil är den markantaste och den uppfanns förmodligen av Ichikawa Danjuro I för hans aragoto-aktörer, även om dess faktiska ursprung är okänt. Kumadori består av en vit eller rosa grundfärg, kompletterad med röda, blå eller bruna linjer eller till och med en liten svart. Syftet med linjerna är att ansiktsmusklerna, som är tänkta att alstra det avsedda uttrycket, blir klart definierade och så mycket som möjligt betonade. Detta var redan mycket hjälpsamt, eftersom det inte fanns någon elektriskt ljus. De skarpa linjerna appliceras med pensel och sedan stryker skådespelaren avsiktligt dem med ett finger för att anpassa i övergången till grundfärgen. Detta ger "realistiska" linjer, som liknar ådrorna. En ytterligare aspekt av färgerna i kumadori är att den röda färgen används för hjälten, vilket ger ett uttryck som om de var genomsyrade av en känsla av rättskaffenhet och harm, medan den blå, som skurkarna bär, ska visa hur kallblodiga de är. 

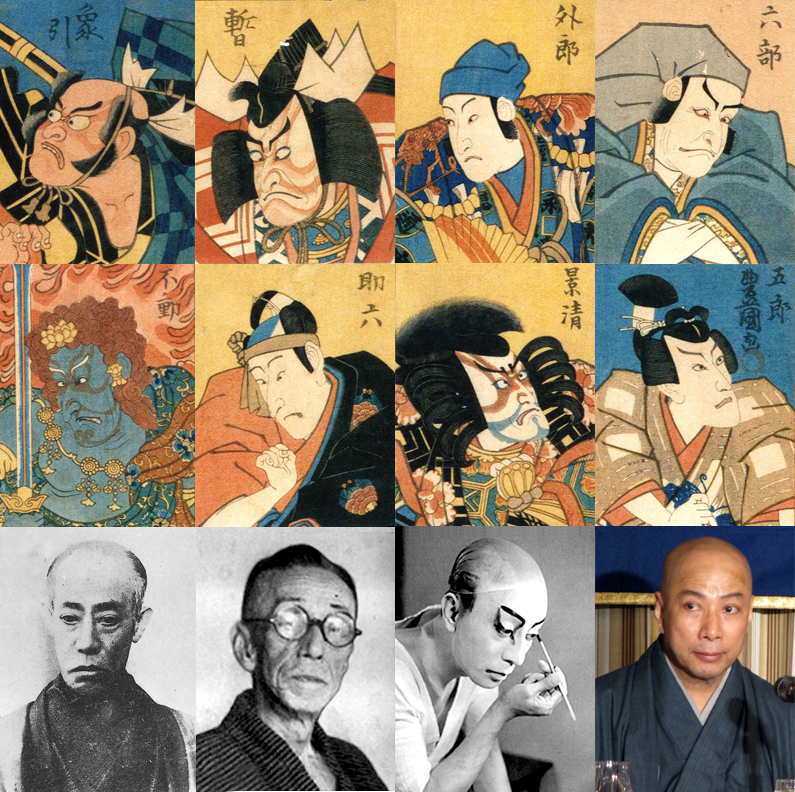
Övre raden från vänster:
Ichikawa Danjūrō I som Yamagami Gennaizaemon (Zōhiki)
Ichikawa Danjūrō II som Kamakura Gongorō Kagemasa (Shibaraku)
Ichikawa Danjūrō III som Uirō-uri or Soga no Gorō (Uirō)
Ichikawa Danjūrō IV som Roku-bu (Kamahige)
Andra raden, från vänster:
Ichikawa Danjūrō V som Fudō-myō-ō (Fudō)
Ichikawa Danjūrō VI som Hanatogawa Sukeroku (Sukeroku)
Ichikawa Danjūrō VII som Taira no Kagekiyo (Kagekiyo)
Ichikawa Danjūrō VIII som Soga no Gorō in Ya no Ne
Tredje raden från vänster:
Ichikawa Danjūrō IX
Sanshō Ichikawa V (Danjūrō X)
Ichikawa Danjūrō XI
Ichikawa Danjūrō XII

## Historik
Den äldsta kumadoristilen, som vi känner till och som fortfarande är i bruk, är saruguma. Den bars av skådespelaren Nakamura Denkuro I, när han spelade rollen som Asahina år 1690 på Nakamura-za i Edo. En av de finaste stilarna är mukimiguma, som bars i rollen som Sukeroku. Sukeroku-rollen har en mycket mänsklig sida och även om han är mindre fantastisk också i denna make-upen, så är det bara läpparna och ögonen som betonas. Kamakura Gongoros och hans motståndare Takehiras make-up i teaterpjäsen Shibaraku däremot är perfekta exempel på en mycket excentrisk kumadori. Gongoro bär den röda sujiguma-stilen, som superhjälterna bär medan Takehira bär den blåa hannyaguma-stil som är typisk för kugeaku, de aristokratiska skurkarna. Medan rött och blått - alltid försedda med lite svart på vissa ställen – är de viktigaste färgerna, så bär spindel-demonen i Tsuchigumo och demonen från Momijigari en brun kumadori. Tyvärr har ingen kumadori som använts av Danjuro I överlevt.